# جيمس كيركباتريك كير
جيمس كيركباتريك كير هو محامي وسياسي كندي، ولد في 1 أغسطس 1841، وتوفي في 4 ديسمبر 1916 في تورونتو في كندا. نشط حزبياً في الحزب الليبرالي الكندي. وقد انتخب رئيس مجلس الشيوخ ‏ (14 يناير 1909 – 22 أكتوبر 1911) وانتخب عضو مجلس الشيوخ الكندي ‏.